# Salmo ohridanus
Salmo ohridanus é uma espécie de peixe da família Salmonidae. 
Pode ser encontrada nos seguintes países: Albania e República da Macedónia.
Os seus habitats naturais são: lagos de água doce. 
Está ameaçada por perda de habitat. 